# Gráfico de cascada
Un gráfico de cascada es una forma  de visualización de datos que ayuda a comprender el efecto acumulativo al introducir valores positivos o negativos de manera secuencial. Estos valores intermedios pueden ser tanto en el tiempo como por categoría. El gráfico de cascada es también conocido como gráfico de ladrillos voladores o gráfico Mario  debido a la suspensión aparente de columnas (ladrillos) en el aire. A menudo en finanzas,  es referido como puente.
Los gráficos de cascada fueron popularizados por la firma de consultoría estratégica McKinsey & Company en sus presentaciones a clientes.
Se puede agregar complejidad a gráficos de cascada con múltiples columnas totales y valores que cruzan el eje. Incrementos y decrementos que son suficientemente extremos pueden causar que el total acumulado caiga sobre y bajo el eje en varios puntos. Subtotales intermedios, representados con columnas enteras, pueden ser añadidos al gráfico entre columnas flotantes. 

## Visión general
El gráfico cascada, también conocido como gráfico Puente, es utilizado para comprender cómo un valor inicial es afectado por una serie de valores positivos o negativos intermedios. Normalmente, los valores iniciales y finales están representados por columnas enteras, mientras los valores intermedios son mostrados como columnas flotantes que empiezan basados en el valor de la columna anterior. Las columnas pueden ser codificados por color para distinguir entre valores positivos y negativos.

## Aplicaciones
Un gráfico de cascada puede ser utilizado para propósitos analíticos, especialmente para entender o explicar la transición gradual del valor cuantitativo de una entidad qué está sometida a incrementos o decrementos. A menudo, un gráfico cascada es usado para mostrar cambios en los ingresos o rentas entre dos periodos de tiempo.

Gráfico de cascada que muestra análisis de rentabilidad

Los gráficos de cascada pueden ser utilizados para varios tipos de análisis cuantitativo, variando de análisis de inventario a análisis de rendimiento.
Los gráficos de cascada son también generalmente utilizados en análisis financiero para seguir visualmente cómo se llega a un valor neto a través de beneficios y pérdidas en el tiempo. Es también común mostrar los elementos de una Declaración de Ingresos o declaración de Flujo de Caja a través de un gráfico de cascada. Otras aplicaciones no empresariales incluyen seguir cambios demográficos en el tiempo, administración de recursos humanos, y seguimiento de actividad legal histórica.

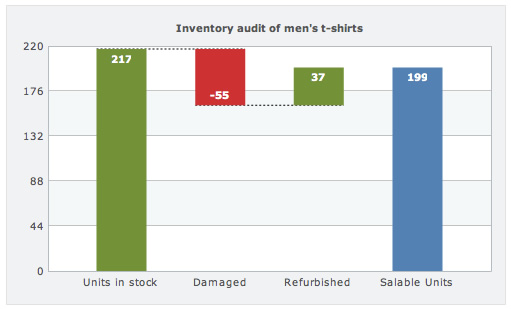
Análisis de inventario utilizando gráfico de cascada

Hay varias fuentes para creaciones automáticas de Gráficos de Cascada ( PlusX, Origin, etc.)

## Críticas a este tipo de gráfico
Es fácil de manipular la opinión de un espectador sobre la situación actual al cambiar el orden de las diferentes categorías. Comparar dos gráficos de cascada diferentes (por ejemplo, para dos meses diferentes) es muy difícil. 